# Anton Plügel
Anton Adolf Plügel (* 27. April 1910 in Wien-Schottenfeld; † 6. März 1945 in Königsberg in Preußen) war ein österreichisch-deutscher nationalsozialistischer Altamerikanist, Ethnologe und Rassenforscher.

## Leben
Anton Plügel war bereits mit 16 Jahren Schulgruppenführer des Deutschen Mittelschülerbundes in Wien, zum 1. Juli 1930 trat er der österreichischen NSDAP bei (Mitgliedsnummer 197.454), 1932 der SA und war Mitbegründer der Ortsgruppe Brunn am Gebirge. Er studierte Anthropologie und Ethnologie an der Universität Wien, u. a. bei Josef Weninger, Fritz Röck und Oswald Menghin. 1930 erhielt er eine Stelle als wissenschaftlicher Hilfsreferent am Völkerkundemuseum Wien unter Fritz Röck. Parallel zur Museumsarbeit machte er Karriere in der Hitlerjugend (HJ), in der er Bannschulungsleiter und Oberbannschulungsleiter wurde.
Nach dem NSDAP-Verbot 1933 in Österreich blieb er illegal in Niederösterreich aktiv. Im Mai 1934 übersiedelte er jedoch nach NS-Deutschland, zunächst nach München und im Winter desselben Jahres nach Berlin. Sein Studium brach er nach dem Absolutorium vorerst ab. Von 1935 bis 1938 arbeitete er als Programmreferent beim Reichsrundfunk und hier als „Auslandsrundfunkreferent im Stab der Reichsführung“ der HJ beim Deutschen Kurzwellensender. Er war Träger des „Goldenen Ehrenzeichens der Hitlerjugend“ und der sogenannten Medaille zur Erinnerung an den 13. März 1938. Nach dem „Anschluss“ Österreichs kehrte er nach Wien zurück, wo er 1939 bei Fritz Röck über den Inhalt der Rückseite der altmexikanischen Bilderhandschrift Codex Nuttall promoviert wurde. Anschließend war er als „wissenschaftlicher Facharbeiter“ erneut am Wiener Völkerkundemuseum tätig.
Im Frühjahr 1940 ging er in das besetzte Krakau als Referent für Museumsangelegenheiten, Büchereien und Schulfilm in der Schulabteilung des Distrikts. In Krakau war er der Standortschulungsleiter der NSDAP. 1941 wechselte er als Mitarbeiter der Sektion „Rassen- und Volkstumsforschung“ in das neue Institut für Deutsche Ostarbeit und wurde Referatsleiter und bald (stellvertretender) Sektionsleiter. Mit seinem Sektionteam arbeitete Plügel an ethnopolitischen Untersuchungen der regionalen Bevölkerung im Kontext der Germanisierungspolitik des Regimes. Er interessierte sich dabei besonders für die im Tatra-Vorland Podhale ansässigen Goralen. Zudem wurden in Zusammenarbeit mit der Wiener Anthropologin Dora Kahlich-Könner Juden im Ghetto Tarnów untersucht und Studien an ukrainischen und polnischen Zwangsarbeitern sowie sowjetischen Kriegsgefangenen geplant. Als Plügel im Mai 1942 eingezogen wurde, übernahm eine Mitarbeiterin, die Wiener Anthropologin Elfriede Fliethmann die inoffizielle Interimsleitung und setzte zusammen mit der schlesischen Ethnologin Ingeborg Lott-Sydow die Arbeit fort. Laut eidesstattlicher Kameradenaussage fiel Plügel im März 1945 im Raum Königsberg (Ostpreußen).

## Schriften
- Beiträge zum gestirn- und zeitwährungskundlichen Inhalt der Rückseite des Codex Nuttall einer altmexikanischen Bilderhandschrift, Dissertation, Universität Wien 1939
- mit Heinrich Gottong: Bedeutung und Aufgaben der Sektion Rassen- und Volkstumsforschung, Krakau 1941
- Rassen und Volkstümer des Generalgouvernements, Krakau 1942